# Patterson Dial
Elizabeth Patterson Dial (19 de mayo de 1902-23 de marzo de 1945) fue una escritora y actriz de cine mudo de la década de 1920. Más tarde se casó con el novelista Rupert Hughes. Nació como Elizabeth Patterson Dial en Madison, Florida.

## Actriz de cine
Dial apareció en catorce películas, empezando por "Gloria's Romance" en 1916. Las demás películas en las que apareció se desarrollaron en el período de tres años comprendido entre 1921 y 1924, e incluyen Get-Rich-Quick Wallingford (1921), Sonny (1922), Reno (1923), A Man's Mate (1924), y Married Flirts (1924).

## Casada con un estimado autor
La actriz se convirtió en la esposa de Rupert Hughes el 1 de enero de 1925. El famoso autor y Dial se casaron en Los Ángeles, California y pasaron su luna de miel en Nueva York, Nueva York. Patterson era una escritora muy conocida, con su nombre de soltera. Con Hughes, los dos se hicieron famosos en los círculos literarios y formaron un equipo de escritores. Hughes la llamaba su brazo derecho, diciendo que le ayudaba con su trabajo y realizaba el suyo propio. Ella sufrió intensas depresiones. En esos momentos, Patterson se ponía de mal humor porque sentía que su escritura no estaba a la altura del objetivo que se había fijado. Su mal humor por su trabajo solía desaparecer y se sentía mejor.

## Muerte
Patterson Dial murió de una sobredosis de barbitúricos a los 42 años en 1945. Las circunstancias fueron misteriosas y la policía no pudo determinar si fue un accidente o un suicidio. La Sra. Hughes fue encontrada inconsciente en su casa, en el 4751 Los Feliz Boulevard, en Los Ángeles, por una asistenta. Murió de camino al hospital en una ambulancia enviada por el Hollywood Receiving Hospital. Los Hughes no tenían hijos.

## Filmografía
| - Gloria's Romance (1916) - Get-Rich-Quick Wallingford (1921) - Tol'able David (1921) - The Seventh Day (1922) - Sonny (1922) - Fury (1923) - Souls for Sale (1923) | - The Silent Partner (1923) - Reno (1923) - A Lady of Quality (1924) - Happiness (1924) - A Man's Mate (1924) - Secrets (1924) - Married Flirts (1924) |